# 749
Раннє Середньовіччя. Триває чума Юстиніана. У Східній Римській імперії триває правління Костянтина V. Більшу частину території Італії займає Лангобардське королівство, деякі області належать Візантії. У Франкському королівстві формально править король Хільдерих III, але фактична влада належить Піпіну Короткому. Піренейський півострів, крім Королівства Астурія, у руках маврів. В Англії триває період гептархії. Центр Аварського каганату лежить у Паннонії. Існують слов'янські держави: Карантанія та Перше Болгарське царство.
Омеядський халіфат займає Аравійський півострів, Сирію, Палестину, Персію, Єгипет, Північну Африку та Піренейський півострів. У Китаї править династія Тан. Індія роздроблена. В Японії триває період Нара. Хазарський каганат підпорядкував собі кочові народи на великій степовій території між Азовським морем та Аралом. Виник Уйгурський каганат.
На території лісостепової України в VIII столітті виділяють пеньківську й корчацьку археологічні культури. У VIII столітті триває швидке розселення слов'ян. У Північному Причорномор'ї співіснують різні кочові племена, зокрема булгари, хозари, алани, авари, тюрки, кримські готи.

## Події
- Триває повстання проти Омеядів. У Куфі Абу-ль-Аббас ас-Саффаха проголошено халіфом.
- Абу Муслім розчавив повстання зороастрійців у Хорасані.
- Король лангобардів Рачіс зрікся трону на користь свого сина Айстульфа.
- В Іспанії голод. Християнське населення мігрує в Піренеї та Лангедок.